# Heinrich Brunner
Pour les articles homonymes, voir Brunner.
Heinrich Brunner (21 juin 1840 - 11 août 1915) est un historien allemand né à Wels en Haute-Autriche.

## Biographie
Après des études aux universités de Vienne, Göttingen et Berlin, il devient professeur à l'Université de Lemberg en 1866 et occupe successivement des postes similaires à Prague, Strasbourg et Berlin.
À partir de 1872, Brunner se consacre spécialement à l'étude des premières lois et institutions des Francs et des peuples apparentés de l'Europe occidentale, et sur ces sujets ses recherches sont d'une très grande valeur. Il est également une autorité de premier plan concernant le droit allemand moderne. Il devient membre de l'Académie royale des sciences de Prusse en 1884 et, en 1887, après la mort de Georg Waitz, entreprend la supervision de la section Leges de la Monumenta Germaniae Historica, qu'il dirige jusqu'à sa mort en 1915. C'est la première fois qu'un juriste dirige une section de l'HGM ; il supervise une refonte complète du programme de la section (la réédition du Capitularia et du Lex Alamannorum, puis du Lex Burgundionum et enfin du Lex Baiuvariorum).

## Travaux
- Die Entstehung der Schwurgerichte (Berlin, 1872)
- Zeugen und Inquisitionsbeweis der karolingischen Zeit (Vienne, 1866)
- Das anglonormannische Erbfolgesystem. Ein Beitrag zur Parentelenordnung nebst einem Exkurs über die älteren normannischen Coutumes ( Leipzig, 1869)
- Zur Rechtsgeschichte der römischen und germanischen Urkunde (Berlin, 1880)
- Deutsche Rechtsgeschichte (Leipzig, 1887-1892)
- Mitlzio und Sperantes (Berlin, 1885)
- Die Landschenkungen der Merowinger und Agilolfinger (Berlin, 1885)
- Die Herkunft der Schoeffen (Berlin, 1888) [trad: L'Origine de l'Echevin]
- Das Gerichtszeugnis und die fränkische Königsurkunde (Berlin, 1873)
- Forschungen zur Geschichte des deutschen und franzsöschen Rechts (Stuttgart, 1894)
- Grundzüge der deutschen Rechtsgeschichte (Leipzig, 1901)